# Iglesias Bautistas Americanas EE. UU.
Las Iglesias Bautistas Americanas EE. UU. (en inglés: American Baptist Churches USA) son una asociación cristiana evangélica de iglesias bautistas en Estados Unidos. Su sede se encuentra en King of Prussia, Estados Unidos. Ella está afiliada a la Alianza Bautista Mundial.

## Historia
Las Iglesias Bautistas Americanas EE. UU. tienen sus orígenes en la Primera Iglesia Bautista de América de Providence (Rhode Island), fundada en 1638 por el pastor británico Roger Williams. El establecimiento de otras  Bautista iglesias ayudó a formar la Convención Trienal en 1814. En 1845, un grupo de iglesias en desacuerdo con el abolicionismo de la convención la abandonó para formar la Convención Bautista del Sur.
En 1882, May Jones se convirtió en la  primera mujer ordenada pastora en la Convención.
La convención fue reorganizada en 1907 como la Convención Bautista del Norte.
Debido al desarrollo del liberalismo teológico en algunos seminarios afiliados, como el Seminario Teológico Crozer, los ministros de la convención han fundado seminarios conservadores, incluido el Seminario Teológico Bautista del Norte en Chicago en 1913 y el Seminario Teológico Bautista del Este en Filadelfia en 1925.
En 1950, pasó a llamarse Convención Bautista Americana e Iglesias Bautistas Americanas EE. UU. en 1972. Según un censo de la asociación de iglesias, en 2023 dijo que tenía 4,973 iglesias y 1,211,744 miembros.

## Organización misionera
En 1814, fundó los Ministerios Internacionales, una organización  misionera.

## Escuelas

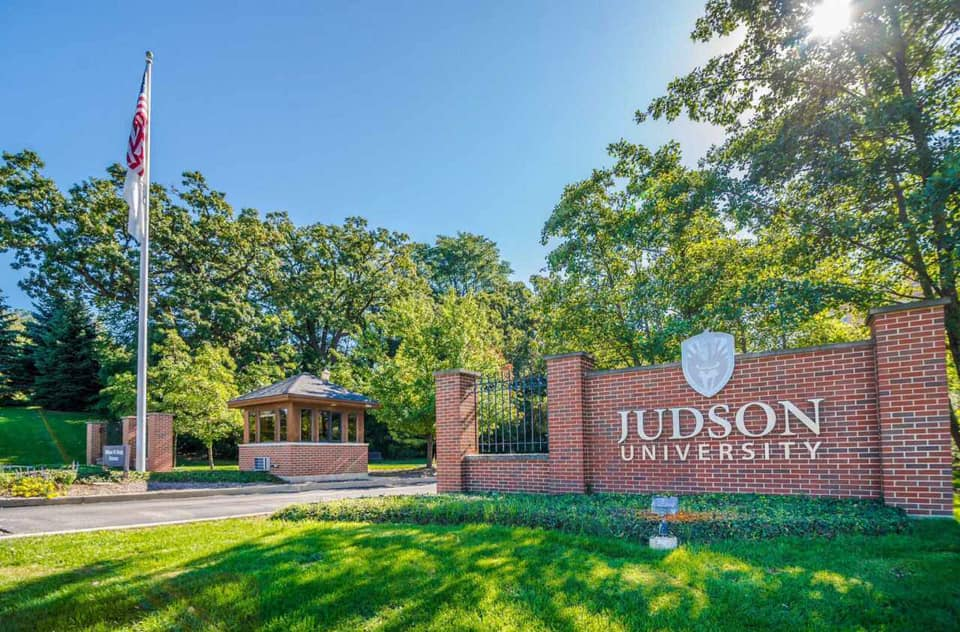
Entrada a la Universidad Judson en Elgin (Illinois), afiliada a la Convención.

La Convención tiene 16 universidades afiliadas.
También tiene 10 institutos teológicos.

## Controversias
Desde 1995, las convenciones regionales de la Convención han llevado a cabo excomuniónes de varias iglesias que se han convertido en miembros de la Asociación de Bautistas de Bienvenida y Afirmación fundada en 1993, una asociación favorable a la inclusión de personas LGBTQ, una creencia contrario a una resolución adoptada por la Convención.
En 2006, las iglesias bautistas estadounidenses en el suroeste del Pacífico se retiraron de la convención debido a la laxitud de la convención con las iglesias en hacer cumplir una resolución de 1992 que se opone a la inclusión de personas LGBTQ y pasaron a llamarse Ministerios de Transformación. La convención respondió que quería respetar la autonomía de las iglesias locales y que no quería llevar a cabo excomuniónes.